# Megacepon sheni
Megacepon sheni is een pissebed uit de familie Bopyridae. De wetenschappelijke naam van de soort is voor het eerst geldig gepubliceerd in 2012 door An, Boyko & Li.